# Uen dei Pitti
Eogán mac Óengusa, Eóganán (fl. IX secolo), è stato sovrano dei Pitti o di Fortriu, nell'odierna Scozia.
Era figlio di Óengus II mac Fergusa (morto nell'834) e salì sul trono dopo il cugino Drest mac Caustantín. Regnò a partire dall'836 o dall'837. Come ricordano gli Annali dell'Ulster, sarebbe morto nell'839 in battaglia contro i Vichinghi insieme al fratello Bran, ad Áed mac Boanta e a molti altri. Questa sconfitta sembra segnare la fine del lungo dominio sul regno pitto della discendenza di Óengus I mac Fergusa. Sebbene sia poco menzionato nell'annalistica irlandese, egli compare spesso da solo, oppure insieme allo zio Caustantín, al padre e al cugino Domnall in diverse tradizioni agiografiche e nei Duan Albanach.